# سيغريد كاهل
سيغريد كاهل (بالسويدية: Sigrid Kahle)‏ (18 سبتمبر 1928 - 31 ديسمبر 2013) صحفية وكاتبة سويدية .
في 30 مايو 1997، حصلت على شهادة الدكتوراه الفخرية من كلية العلوم الإنسانية من جامعة أوبسالا.
توفيت سيغريد 31 ديسمبر 2013، عن عمر يناهز 85 عامًا، في أوبسالا، السويد.